# Ernest Borgnine
Ernest Borgnine (24. siječnja 1917. – 8. srpnja 2012.), američki glumac, dobitnik Oscara, Zlatnog globusa i BAFTA-e.

## Životopis

### Rani život
Borgnine je rođen kao Ermes Effron Borgnino u Hamdenu, Connecticut, kao sin Anne i Charlesa B. Borgninoa, koji su imigrirali u SAD iz Modene, Italija. Roditelji su mu se razveli kad je imao dvije godine, a on i majka su otišli živjeti u Italiju, ali pet godina poslije su se vratili u njegov rodni grad, gdje se i školovao.
Borgnine se 1935., nakon završene srednje škole, pridružio američkoj mornarici. Otpušten je 1941., ali se ponovno unovačio kad je SAD ušao u Drugi svjetski rat i služio do 1945. (ukupno deset godina).

### Glumačka karijera
Nakon pet godina lutanja, Borgnine je pohađao Randall School of Drama u Hartfordu, Connecticut. Nakon diplome se pridružio Barter Theatreu u Abingdonu, Virginia. Njegova prva uloga bila je ona gospodina Callera u Staklenoj menažeriji Tennesseeja Williamsa. 1949. je debitirao na Broadwayu u hit drami Harvey.
1951. se preselio u Los Angeles, gdje mu se karijera preokrenula nakon filma Odavde do vječnosti (1953.), u kojoj je glumio okrutnog narednika "Fatsa" Judsona koji vodi vojni logor i ismijava vojnika Angela Maggia (kojeg glumi Frank Sinatra). Nakon što Maggio završi u zatvoru zbog pijanstva na dužnosti, Fatso ga pretuče do smrti. Međutim, Fatso nakon toga pogiba u obračunu noževima s Maggiovim najboljim prijateljem, Robertom E. Lee Prewittom (Montgomery Clift). Status karakternog glumca stekao je nastupima u filmovima kao što su Johnny Gitara (1954.) i Loš dan u Black Rocku (1955.). 1955. je nastupio u filmskoj verziji televizijske drame Marty, a uloga mu je donijela Oscar za najboljeg glavnog glumca. Kasnije se pojavio u mnogim filmovima, nekad u glavnim, ali puno češće u sporednim ulogama.
Neki od njegovih kasnijih filmova su Vikinzi, Feniksov let (1965.), Dvanaestorica žigosanih (1967.), Divlja horda (1969.), Posejdonova avantura (1972.) i Crna rupa (1979.).
Od 1962. do 1966. je nastupao u popularnom televizijskom sitcomu McHale's Navy, za koju je 1963. bio nominiran za Emmy za najboljeg glavnog glumca u humorističnoj seriji.
Za doprinos filmu je dobio i svoju zvijezdu na holivudskoj Stazi slavnih. 1996. je primljen u Kuću slavnih vestern glumaca.
Iste godine je putovao po Sjedinjenim Državama u autobusu kako bi se susreo s obožavateljima i obišao zemlju. Put je bio predmet dokumentarca iz 1997., Ernest Borgnine on the Bus. 

### Privatni život
Borgnine se ženio pet puta.
1. Rhoda Kemins (1948. – 1959.), koju je upoznao u mornarici; Imaju jednu kćer, Ginu.
2. Glumica Katy Jurado (1959. – 1963.)
3. Pjevačica Ethel Merman (1964.): brak je trajao samo nekoliko mjeseci.
4. Donna Rancourt (1965. – 1972.), s kojom je dobio sina, Christophera, i kćer, Sharon.
5. Tova Traesnaes (1972. – 2012.)

## Izabrana filmografija
- Mafija (1951.)
- Odavde do vječnosti (1953.)
- Johnny Gitara (1954.)
- Vera Cruz (1954.)
- Loš dan u Black Rocku (1955.)
- Marty (1955.)
- Posljednja zapovijed (1955.)
- Vikinzi (1958.)
- Posljednja presuda (1961.)
- Feniksov let (1965.)
- Oscar (1966.)
- Dvanaestorica žigosanih (1967.)
- Divlja horda (1969.)
- Avanturisti (1970.)
- Willard (1971.)
- Bunny O'Hare (1971.)
- Hannie Caulder (1971.)
- Osvetnici (1972.)
- Posejdonova avantura (1972.)
- Imperator Sjevernog pola (1973.)
- Đavolja kiša (1975.)
- Isus iz Nazareta (1977.)
- Ukršteni mačevi (1978.)
- Konvoj (1978.)
- Na zapadu ništa novo (1979.)
- Crna rupa (1979.)
- Visoki rizik (1981.)
- Bijeg iz New Yorka (1981.)
- Gattaca (1997.)

## Vanjske poveznice
- Ernest Borgnine u internetskoj bazi filmova IMDb-u (engl.)
- Profil na Turner Classic Movies